# Stenochilus crocatus
Stenochilus crocatus är en spindelart som beskrevs av Simon 1884. Stenochilus crocatus ingår i släktet Stenochilus och familjen Stenochilidae. Inga underarter finns listade i Catalogue of Life.